# Viktor Baženov
Viktor Andreevič Baženov (in russo Виктор Андреевич Баженов?; Omsk, 6 agosto 1946) è un ex schermidore sovietico, vincitore di una medaglia d'argento nella scherma ai giochi olimpici.